# UNStudio
UNStudio (anteriormente van Berkel & Bos) es un estudio neerlandés especializado en arquitectura, desarrollo urbano y proyectos de infraestructura. El estudio fue fundado en 1988 por Ben van Berkel y Caroline Bos. El nombre de UNStudio viene de United Network (red unida), en referencia a la naturaleza colaborativa del estudio. 
En 2009 UNStudio Asia abrió sus oficinas en Shanghái (China), manteniendo una estrecha relación con UNStudio Ámsterdam a fin de facilitar el proceso de diseño del proyecto "Raffles City Hangzhou". En 2014 UNStudio abrió su tercera oficina en Hong Kong.

## Equipo
La plantilla de trabajo de UNStudio está conformada por más de 148 personas de 23 países diferentes. A la cabeza están Ben Van Berkel (principal arquitecto) y Caroline Bos (principal Urbanista). La decisión de eliminar los nombres propios tiene que ver con la comprensión de Bos de que la arquitectura está relacionada con la colaboración. La modalidad de trabajo es a través de workshops internos donde Bos estimula la conceptualización de los proyectos.
El equipo de gestión de UNStudio está conformado a su vez por Ben van Berkel y Caroline Bos y los Directores Gerard Loozekoot, Astrid Piber y Harm Wassink, junto con un grupo de seis Directores Asociados del consejo de administración. Son ellos quienes se hacen responsables del manejo diario y a largo plazo de la oficina.

## Obras y proyectos
Con su sede en Ámsterdam, UNStudio ha trabajado internacionalmente desde su creación y ha producido un amplio abanico de obras como edificios públicos, infraestructuras, oficinas, viviendas, productos o planes urbanísticos.
Entre los proyectos fundamentales de UNStudio en estos campos se incluyen:
- El nuevo Museo Mercedes-Benz en Stuttgart (2001-2006)
- El Puente Erasmus en Róterdam (1990-1996)
- El complejo de oficinas La Defense en Almere (1999-2004)
- La casa Möbius en el área Gooi (1993-1998)
- El Teatro Agora en Lelystad (2002-2007)
- Hanjie Wanda Square en China (2011)
- Casa AM Weinberginfo en Stuttgart, Alemania, (2008-2011)

## Premios
| año  | premios |
| ---- | --- |
| 2015 | IF Design Award 2015 Gold, HEM (Living Landscapes) iProperty.com People’s Choice Awards, Ardmore Residence German Design Award 2015, HEM (Living Landscapes) Interior Innovation Award 2015, HEM (Living Landscapes) |
| 2014 | International Property Awards - Best Residential High Rise Architecture UK, Canaletto International Property Awards - Best Residential High Rise Architecture London, Canaletto What House Awards - Silver Award, Best Luxury Development, Canaletto Sunday Times British Homes Awards , Canaletto CTBUH Awards 2014 - Finalist, Best Tall Building, Ardmore Residence AIT Innovationspreis, HEM Living Landcapes Green Building Award 2014, Finalist, Hanwha headquarter Remodelling Hugo-Häring-Auszeichnung 2014, Centre for Virtual Engineering (ZVE) Re-thinking the Future Award, First Award, Residential, Canaletto Iconic Awards 2014, Product Winner, HEM (Living Landscapes) AIT Award 2014, Special Mention, Ardmore Residence IALD Award of Excellence, Hanjie Wanda Square |
| 2013 | Pinnacle Award of Excellence 2013, Ardmore Residence Red Dot Award product design, Seating Stones IDA Gold award, Canaletto European Steel Design Award, Kutaisi International Airport Eurpean Steel Design Award, Arnhem Central Platform Roofs ImmobilienAward Metropolregion Stuttgart 2013 ZVE |
| 2012 | Green Dot Awards, 1st Prize, ZVE Media Architecture Award – Business Architecture winner, Galleria Centercity National Steel Prize - Utility Building, Arnhem Central Platforms 28th International Lighting Design Awards Collector’s Loft, New York |
| 2011 | Bentley Award. Innovation in Building, Education Executive Agency & Tax Offices, Groningen RIBA International Awards 2011, Galleria Centercity, Cheonan IALD Award of Merit, Lighting design, Collector's Loft, NY |
| 2010 | ULI 2010 Award for Excellence: EMEA, Music Theatre, Graz 5 Star award: Best Retail Development in China, Asia Pacific International Property awards, Galleria Cheonan Award of Merit, AIA New York City, New Ámsterdam Plein & Pavilion, New York IIDA Annual Interior Design Award, Music Theatre, Graz |
| 2009 | Red Dot Award, Best of The Best, MYchair Cityscape, Highly Commended, Star Place, Kaohsiung Hugo-Häring Preis 2009, Mercedes-Benz Museum, Germany |
| 2008 | Architekturpreis Beton 2008, Mercedes-Benz Museum, Germany Second prize Wallpaper*Design Award 2008, VilLa NM, GB German Design Prize 2008, Exhibition Mercedes-Benz Museum, Germany |
| 2007 | Bienal Miami + Beach 2007, Theatre Agora, Gran Bienal Prize, USA Silver Award Single Family Home, VilLA NM, Bienal Miami + Beach 2007, USA Gyproc Trophy 2007, Theatre Agora, the Netherlands Charles Jencks Award: Visión Built 2007, London Architect of the year 2006 / 2007, the Netherlands Architekturpreis 2007, Mercedes-Benz Museum, Germany Silber Designpreis 2007, Circle Sofa, Berlin, Germany Nominee Mies van der Rohe Award 2007, Mercedes-Benz Museum |
| 2006 | Red dot design Award, Circle Sofa, Essen, Germany Ingenieurbau-Preis 2006, Mercedes-Benz Museum, Berlín |
| 2005 | Nominee Mies van der Rohe Award, La Defense, Almere, the Netherlands ANWB, Best parking garage, Arnhem Central Parking garage, Arnhem, the Netherlands IALD Lighting Award, Galleria Department Store, Seoul, South Corea Nominee Rietveld Award, Prince Claus bridge, Utrecht, the Netherlands AIT Best of Europe, Color Award, La Defense, Almere, the Netherlands |
| 2004 | Belgian Steel Award, Prince Claus bridge, Utrecht, the Netherlands British Steel Award, Prince Claus bridge, Utrecht, the Netherlands |
| 2003 | 1822-Kunstpreis 2003, Mercedes-Benz Museum, Stuttgart, Germany |
| 2001 | Nominee Mies van der Rohe Award, Museum ‘Het Valkhof’, Nijmegen, the Netherlands |
| 2000 | Rietveld Prize Lecture, Utrecht |
| 1999 | Dutch Concrete Award, Möbius House, 't Gooi, the Netherlands |
| 1997 | Member of Honor of the BDA (Bond Deutsche Architekten) |
| 1991 | Charlotte Köhler Award, Ámsterdam |
| 1986 | British Council Fellowship |
| 1983 | Eileen Gray Award |

## Investigación
Desde su fundación UNStudio ha tenido una participación activa en la teoría de la arquitectura. Además de mostrar interés por la geometría, producción digital, efectos de los materiales y diseños y soluciones costeables y sustentables, lo que los ha llevado a desarrollar una serie de plataformas de conocimiento. Las plataformas son lugares de encuentro en el estudio para compartir la experiencia adquirida en proyectos, conferencias y con asesores. Además las Plataformas crean y mantienen una base de datos de la información obtenida de los proyectos. Estos proyectos ofrecen una gama de soluciones para diferentes entornos de todo el mundo, incluida la información sobre las soluciones técnicas, materiales y normas para diversos métodos de diseño y evaluación. Los objetivos duales de las plataformas de conocimiento facilitan el intercambio de conocimientos dentro del estudio.